# سعيد أباد (علي أباد كرمان)
سعید أباد (بالفارسية: سعیدآباد) هي منطقة سكنية تقع في إيران في Aliabad Rural District. يقدر عدد سكانها بـ 343 نسمة بحسب إحصاء 2016.